# Caçaroca
Caçaroca é um bairro localizado na região 7 do município de Cariacica, Espírito Santo, Brasil.